# Cemitério de Nossa Senhora da Soledade
Parque Cemitério da Soledade é um parque urbano e mortuário brasileiro, inicialmente era uma necrópole pública fundada em 1850 pelo capitão Joaquim Vitorino de Sousa Cabral no bairro de Batista Campos devidos as epidemias do século XIX na cidade paraense de Belém (estado brasileiro do Pará). Tombado em 1964 como patrimônio arquitetônico do estado brasileiro do Pará. Em 2023 foi transformado em parque urbano e espaço museológico-cultural.
O número de enterros ultrapassa trinta mil sepultados, impulsionado pelas vítimas das epidemias de febre amarela (1850) e de cólera (1885).

## História
Em meados do século XIX, uma epidemia de febre amarela sobre a cidade de Belém, torna necessário a construção de outro cemitério, pois o cemitério da Paz existente no Largo da Campina, era usado para escravos e indigentes, enquanto a elite ainda era clandestinamente enterrada nas igrejas. Então, em janeiro de 1850 foi inaugurado o novo cemitério no bairro de Batista Campos em uma área de de 76 340 m², com capela de Nossa Senhora da Soledade no estilo neoclássica, construída por Joaquim Vitorino de Sousa Cabral.
No entanto, a necrópole apresentava problemas, como: localizado em pleno centro da cidade, construído em uma pequena área, problemas higiênicos, mesmo que tardiamente à lei imperial de estruturação do munícipio de 1828, que previa a "higienização da morte" longe dos centros urbanos. Em dezembro do mesmo ano, a administração do cemitério passou para a ser da Santa Casa de Misericórdia, responsável também por efetuar as obras de acabamento/melhoramento, finalizadas em 1854.
Em 1863, o cemitério passou por outras transformações: O arvoredo de casuarina foi derrubado, as grades de madeira substituídas por parapeitos de tijolos côncavos e, a capela retalhada e caiada.
A construção da nécropole foi um período de transição para a história paraense, já que nesta época, eram apenas enterrados em cemitérios pobres e escravos, ao exemplo do cemitério de escravos que era presente na atual praça da república, eram locais sem delimitação nenhuma e sem presença de capelas, enquanto as classes abastadas ainda eram enterradas próximo as igrejas. Então houve grande resistência dessas classes a aderirem ao uso de cemitérios, logo foi criado o modelo de nécropole municipal, seguindo os moldes europeus, com presença de capela e com espaço delimitado para que se pudesse convencer e conscientizar as classes mais abastadas da sociedade a aderirem ao seu uso.   
Em 1880, foram encerrados os sepultamentos, mas a visitação ainda continuaria disponível. Sendo muito frequentado tanto por parentes dos sepultados, quanto pelo dia das almas nas segundas-feiras. Entre os monumentos funerários famosos está o jazigo do General Hilário Maximiliano Antunes Gurjão. Construído na Bréscia, com escultura feita por Allegretti, professor do Instituto de Belas Artes de Roma.
Em 2021, após uma vistoria técnica, foi determinado pela defesa civil municipal a interdição do local. E no mesmo ano foi anunciada a decisão de restaurar o local. E então em 11 de janeiro de 2023, o local é inaugurado a primeira fase do local como Parque cemitério da Soledade, e aberto a visitações, como parte de sua estrutura e arquiteturas restauradas, com previsão de restauração completa para 2024.
Um dos sepultados no cemitério foi o general Hilário Gurjão.

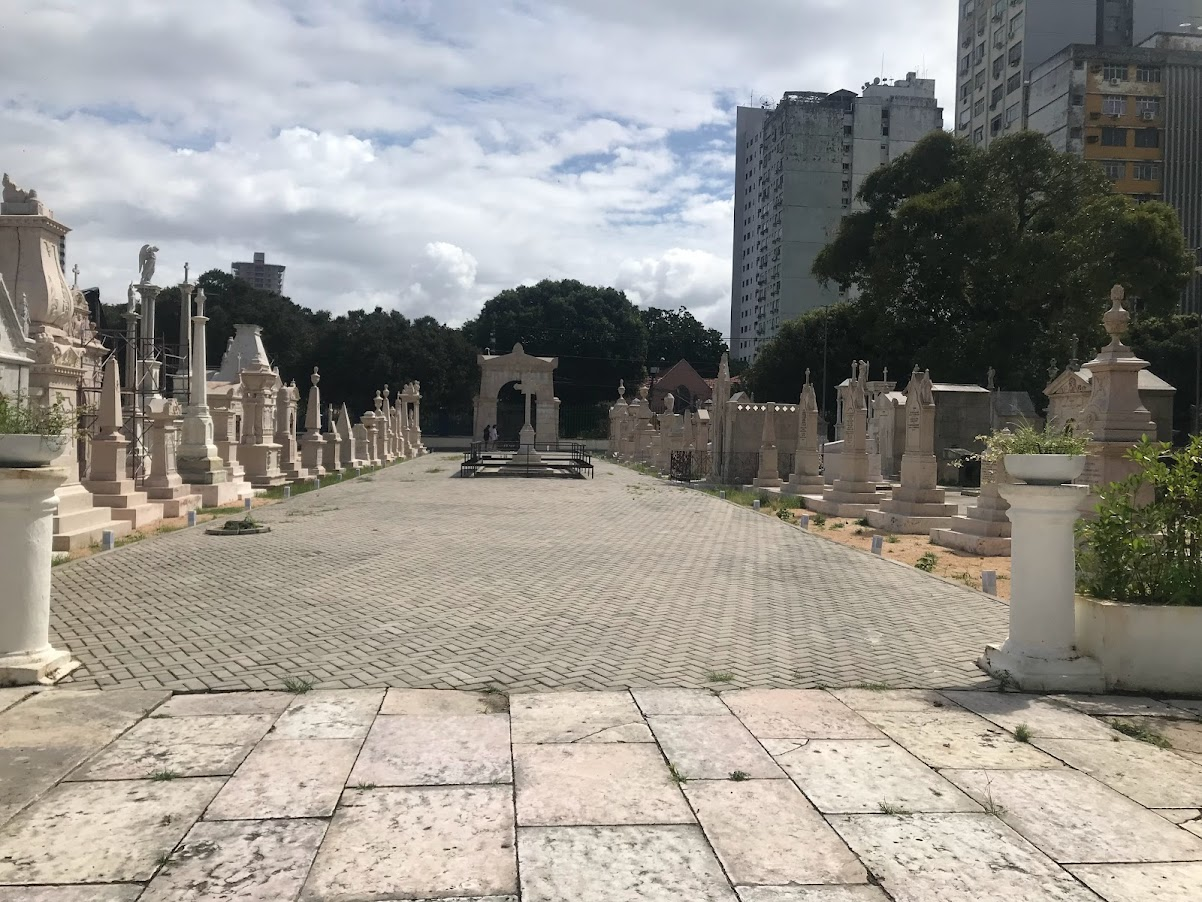
Parque cemitério da soledade com arquitetura restaurada.

## Arquitetura

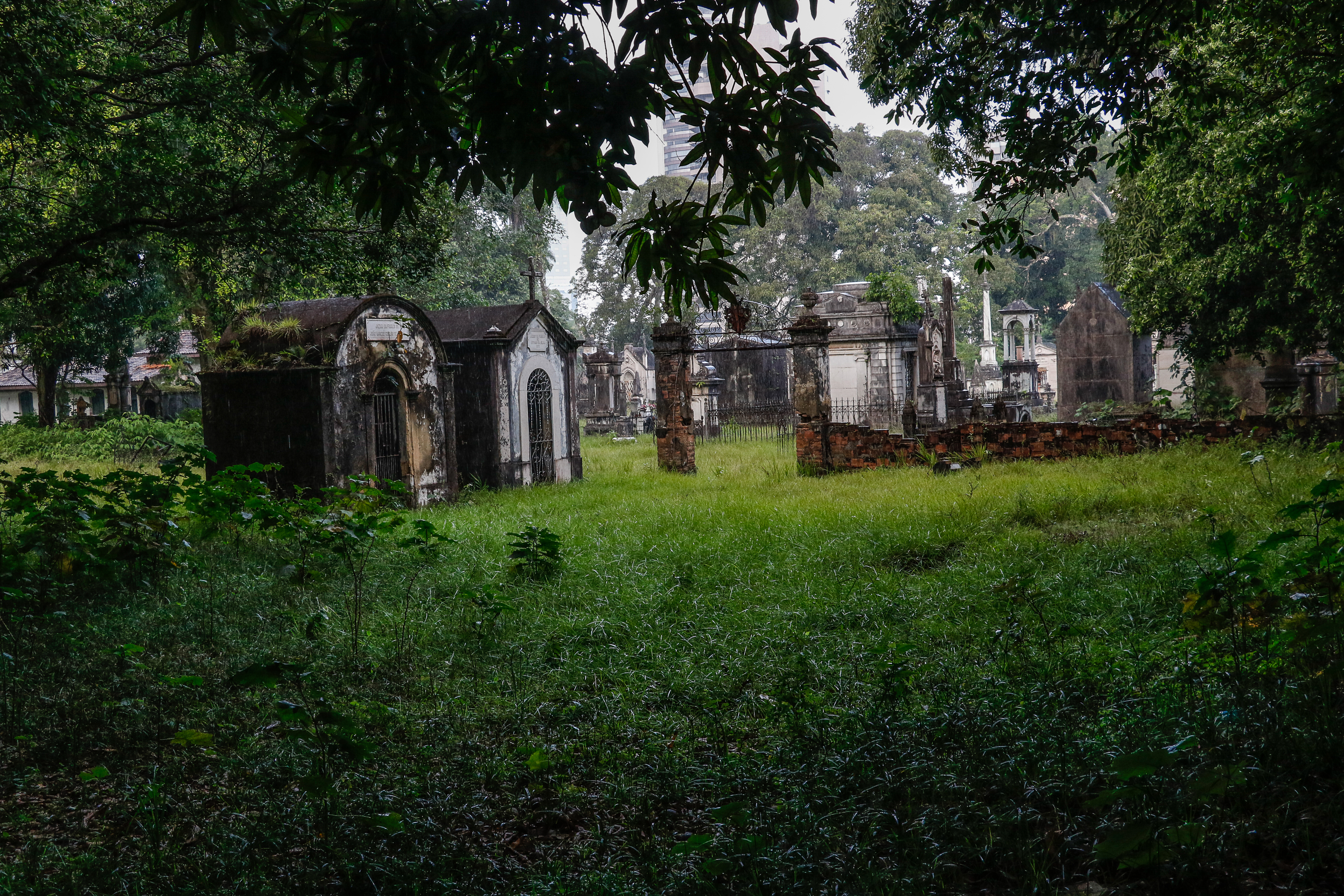
Imagem geral do Cemitério da Soledade antes da restauração.

Capela feita no estilo neoclássico, com sineira serrada, posterior em largo arco, no oval elementos de barroco-pombalina em uma base clássica. O pórtico e o portão de entrada tem desenho do arquiteto Pezerat, talhado em cantaria de pedra-de-lioz, lavrada e escoada. O gradil de ferro foi importado da Inglaterra.

## Homenagem filatélica
Em 2013, os Correios do Brasil lançou selos postais comemorativos homenageando quatro cemitérios brasileiros que fazem parte da relação de patrimônio federal pelo Instituto do Patrimônio Histórico e Artístico Nacional. Além do Cemitério de Nossa Senhora da Soledade, também foram homenageados o Cemitério de Arez (Arez-RN), o Cemitério de Santa Isabel de Mucugê (Bahia) e o Cemitério do Batalhão (PI).

## Patrimônio histórico
Esta necrópole pública foi tombado pelo Instituto do Patrimônio Histórico e Artístico Nacional (Iphan) em 1964 como patrimônio arquitetônico, urbanístico e paisagístico.